# Léon Belly
Léon Belly (Saint-Omer (Pas-de-Calais), 8 aprile 1827 – Parigi, 24 marzo 1877) è stato un pittore francese.
Artista accademico storico e di genere, ritrattista e paesaggista, fu conquistato anche dall'orientalismo dopo aver viaggiato a lungo nei paesi mediterranei del nord Africa.

## Biografia
Léon Belly era figlio di un capitano di artiglieria, Nicolas Joseph Belly e di Mélanie-Françoise-Eugénie Guérin.
Rifiutò di seguire le orme del padre per dedicarsi alla pittura con grande passione. Trasferitosi a Parigi fu allievo di Constant Troyon e nel 1849 si recò a Barbizon dove conobbe Théodore Rousseau e frequentò i pittori paesaggisti della Scuola di Barbizon. Iniziò quindi la sua attività di pittore accademico realizzando quadri a soggetto storico e mitologico.
Nel 1850 visitò la Grecia, la Siria e il Mar Nero e nel 1853 espose per la prima volta al Salon, presentando quattro paesaggi di Nablus, di Beirut e delle sponde del Mar Morto, che suscitarono l'approvazione della critica. Nel 1855 ebbe l'occasione di partecipare ad una missione scientifica nel Libano, in Palestina e soprattutto in Egitto, viaggiando spesso sul Nilo in compagnia dell'amico pittore Edouard Imer. Produsse quindi disegni e schizzi per le finalità della missione, ma fu colpito dalle straordinarie luminosità di quelle terre assolate e dal fascino di quelle popolazioni. Nel 1856, in un secondo viaggio in Egitto, fece degli studi per il suo quadro: "Pellegrini che vanno alla Mecca", oggi esposto al Museo d'Orsay.

Al suo ritorno in Francia aderì alla corrente orientalista, pur mantenendo un'impostazione ampia, a volte solenne, delle sue composizioni, che gli derivava dai suoi studi accademici.

Ma la passione per l'oriente non influenzò che una parte della produzione di Belly. Egli infatti fu autore di numerosi ritratti e di paesaggi, in particolare della Normandia e di altre regioni della Francia. Belly, infatti, acquistò anche un terreno a Montboulan.
Sebbene non abbia mai raggiunto una grande popolarità, Belly fu sempre molto apprezzato per la luce dei suoi quadri e per l'autorevolezza degli impianti compositivi.
Fu amico di diversi artisti, come Alexandre-Gabriel Decamps, Eugène Fromentin, Prosper Marilhat, Édouard-Auguste Imer e Adrien Dauzats.

Nel 1862 fu decorato con la Legion d'onore.
Léon Belly morì a Parigi nel 1877 a soli 50 anni.

## Alcune opere
- Pêcheurs d'équilles.
- Le désert de Nassoub, 1857.
- La plaine de Djyseh.
- Approche à un Village Égyptien.
- Vue de Shubra
- Le Nile près de Rosetta.

### Opere presenti nelle collezioni pubbliche
- Colmar, Museo Bartholdi: La Citadelle de Mokatan, près du Caire, c. 1856.
- Digione, Museo Magnin: Jeune femme en veste turque, 1860-1870.
- Parigi, Musée d'Orsay: 
  - Pèlerins allant à La Mecque, 1861.[4]
  - Les Foins en Normandie, 1867.
  - La Pêche au filet, 1869.
  - Le Gué de Montboulan, en Sologne, 1877.[5]
- Parigi, Museo Branly:
  - La Mer Morte, 1866.[6]
- Saint-Omer, Museo di Palazzo Sandelin:
  - Ulysse et les Sirenes, 1867.
  - Esclave noir tirant une corde, 1858.
  - Vue du Nil, fra il 1827 e il 1877.

## Galleria d'immagini

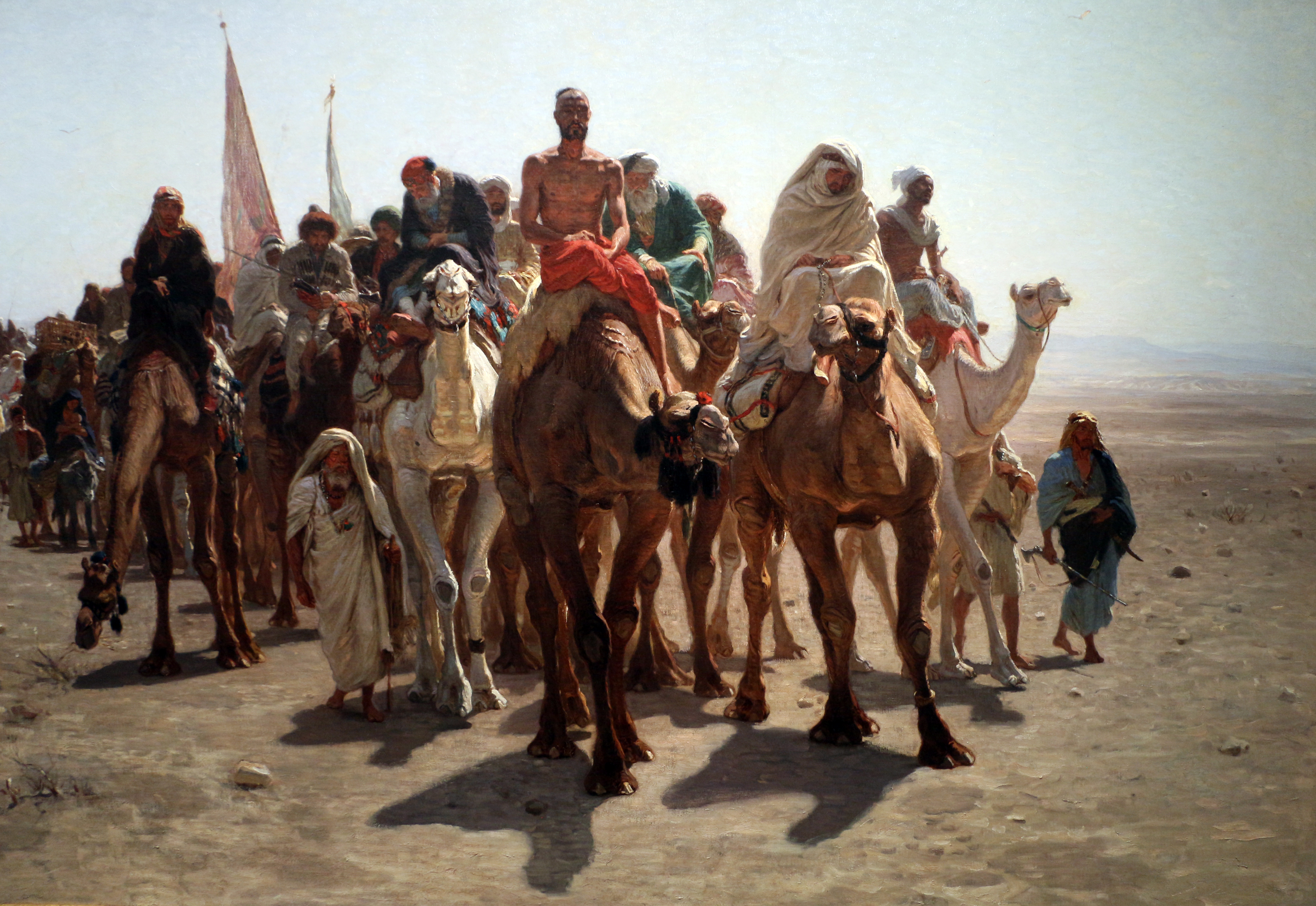
Pellegrini verso la Mecca (1861)
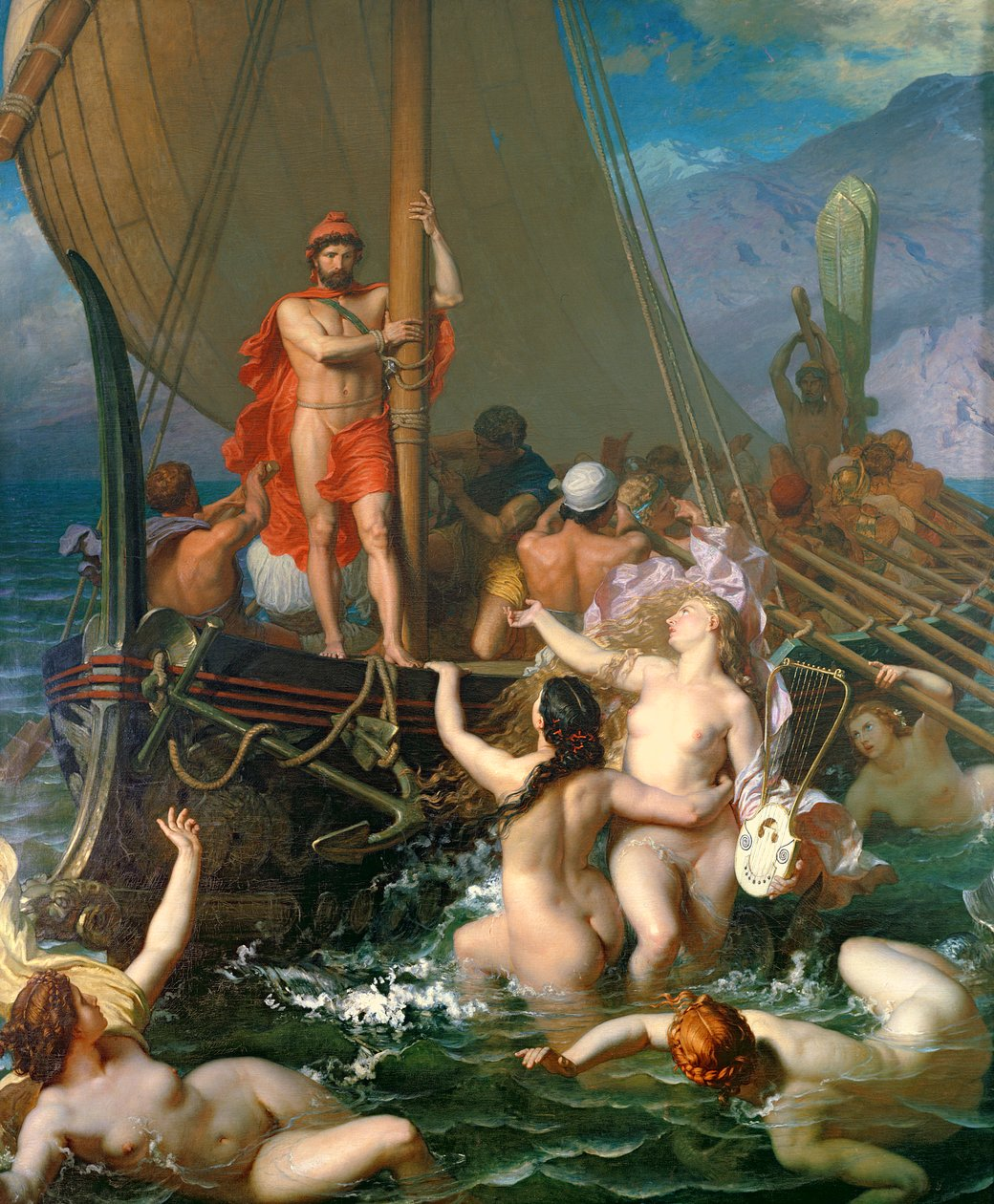
Ulisse e le Sirene (1867)
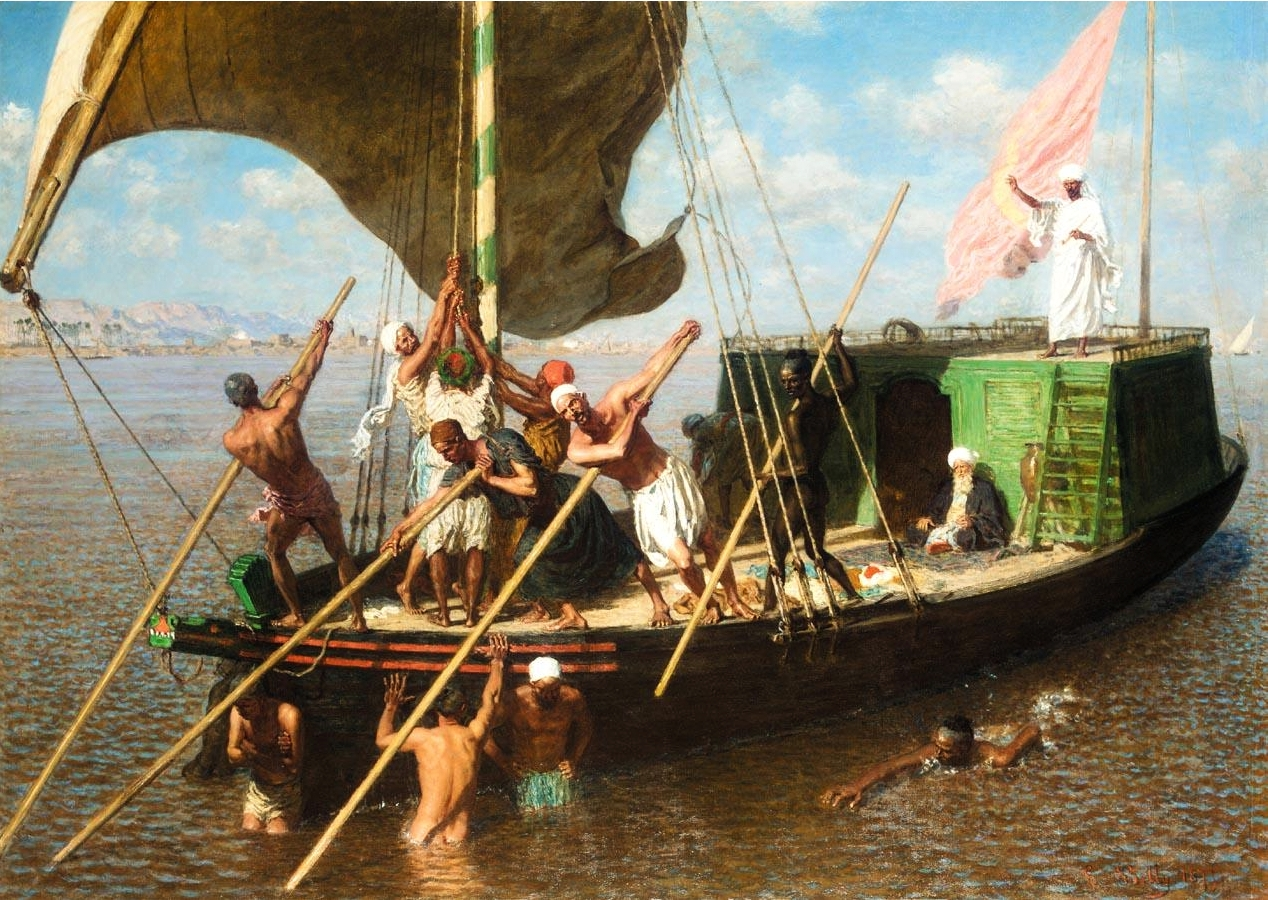
La dahabieh arenata (1877)
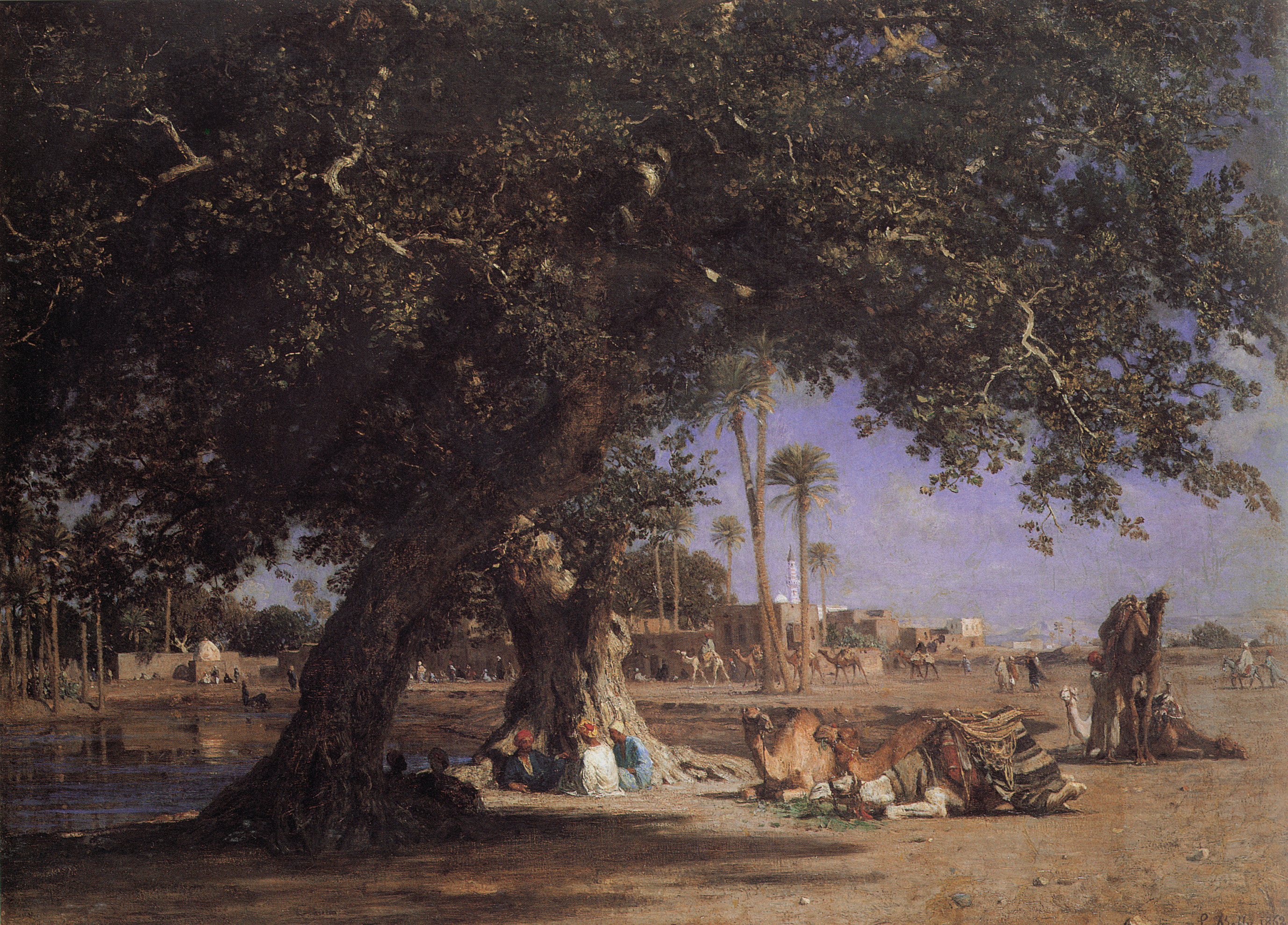
Veduta di Shubra